# Clive Dym
Clive Lionel Dym (1942) é um engenheiro estadunidense. É professor de projeto de engenharia e também diretor do Center for Design Education do Harvey Mudd College. Também foi catedrático do Departamento de Engenharia do Harvey Mudd College, de 1999 a 2002. Lecionou em diversas universidades, incluindo Universidade Carnegie Mellon, Universidade Stanford, Universidade Northwestern e Universidade do Sul da Califórnia. É membro do Instituto de Análise da Defesa e da Academia Nacional de Engenharia dos Estados Unidos. Recebeu o Prêmio Gordon de 2012. Obteve um BS da Cooper Union em 1962, um MS do Instituto Politécnico da Universidade de Nova Iorque em 1964 e um PhD da Universidade Stanford em 1967.

## Obras
- Solid Mechanics: A Variational Approach, com Irving Shames, McGraw-Hill Book Co., 1973 (Traduções: chines, japonês) Publicado em capa mole para distribuição na Ásia, Austrália e Europa
- Energy and Finite Elements in Structural Mechanics, com Irving Shames, McGraw-Hill, 1985, depois publicado em edição revisada por CRC Press